# Iridopsis radiata
Iridopsis radiata är en fjärilsart som beskrevs av W. Warren 1904. Iridopsis radiata ingår i släktet Iridopsis och familjen mätare. Inga underarter finns listade i Catalogue of Life.